# Ritterkanton Baunach

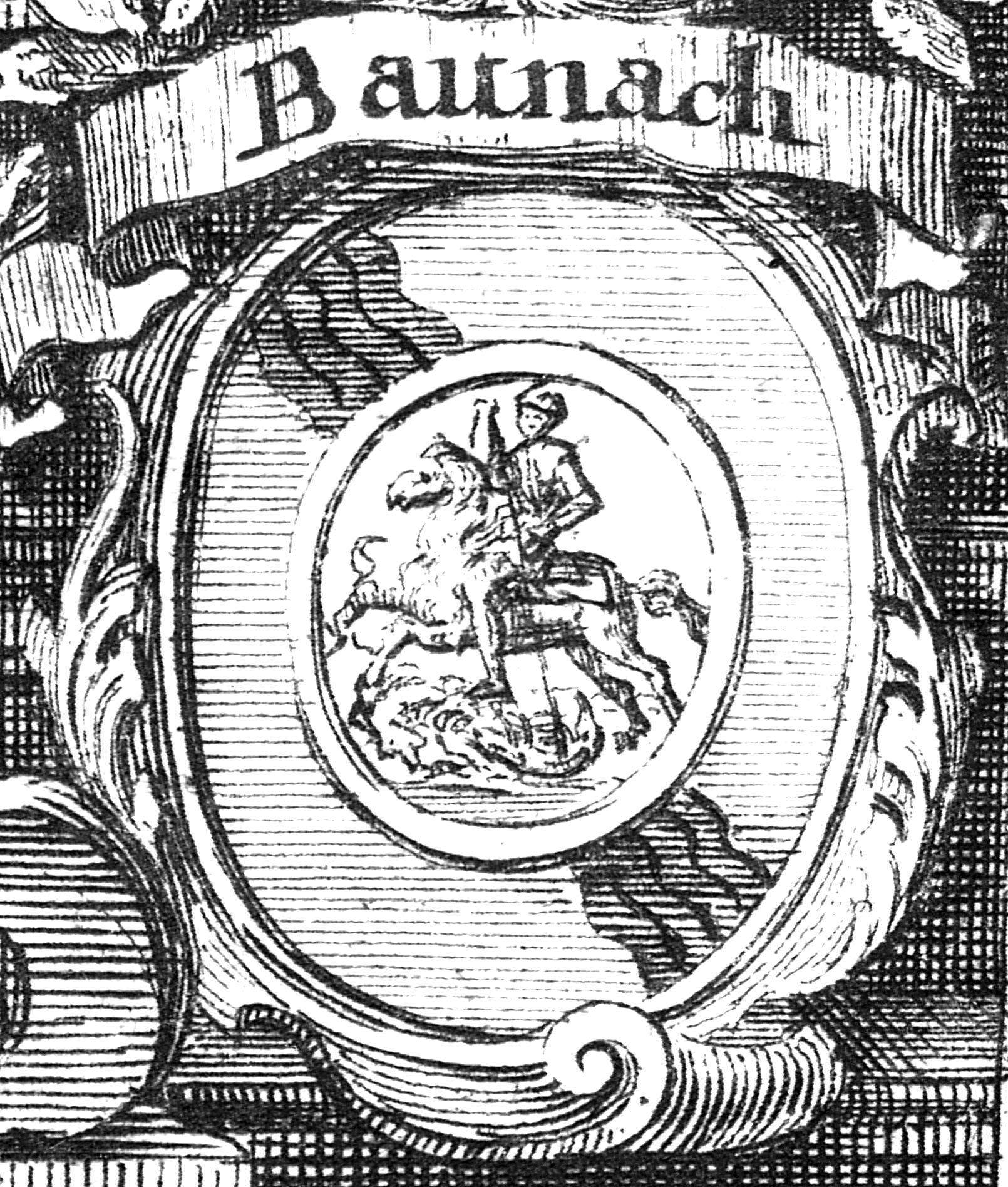
Codex diplomaticus equestris cum continuatione, oder Reichs-Ritter-Archiv, 1721

Als Ritterkanton Baunach wird eine Gemeinschaft ritterlicher Adelsfamilien in den Haßbergen bezeichnet, die seit dem hohen Mittelalter als Dienstmannen der Staufer oder der Fürstbistümer Bamberg und Würzburg in die Ministerialität aufgestiegen waren und bis zur Mediatisierung der Ritterschaft bzw. der Regionalfürstentümer zu Beginn des 19. Jahrhunderts die Lehensherrschaft über zahlreiche Ortschaften und Güter in den Haßbergen und angrenzenden Gebieten innehatten. Mit dem Heiligen Römischen Reich wurde auch der Ritterkanton Baunach 1806 aufgelöst.

## Gliederung der Ritterkreise

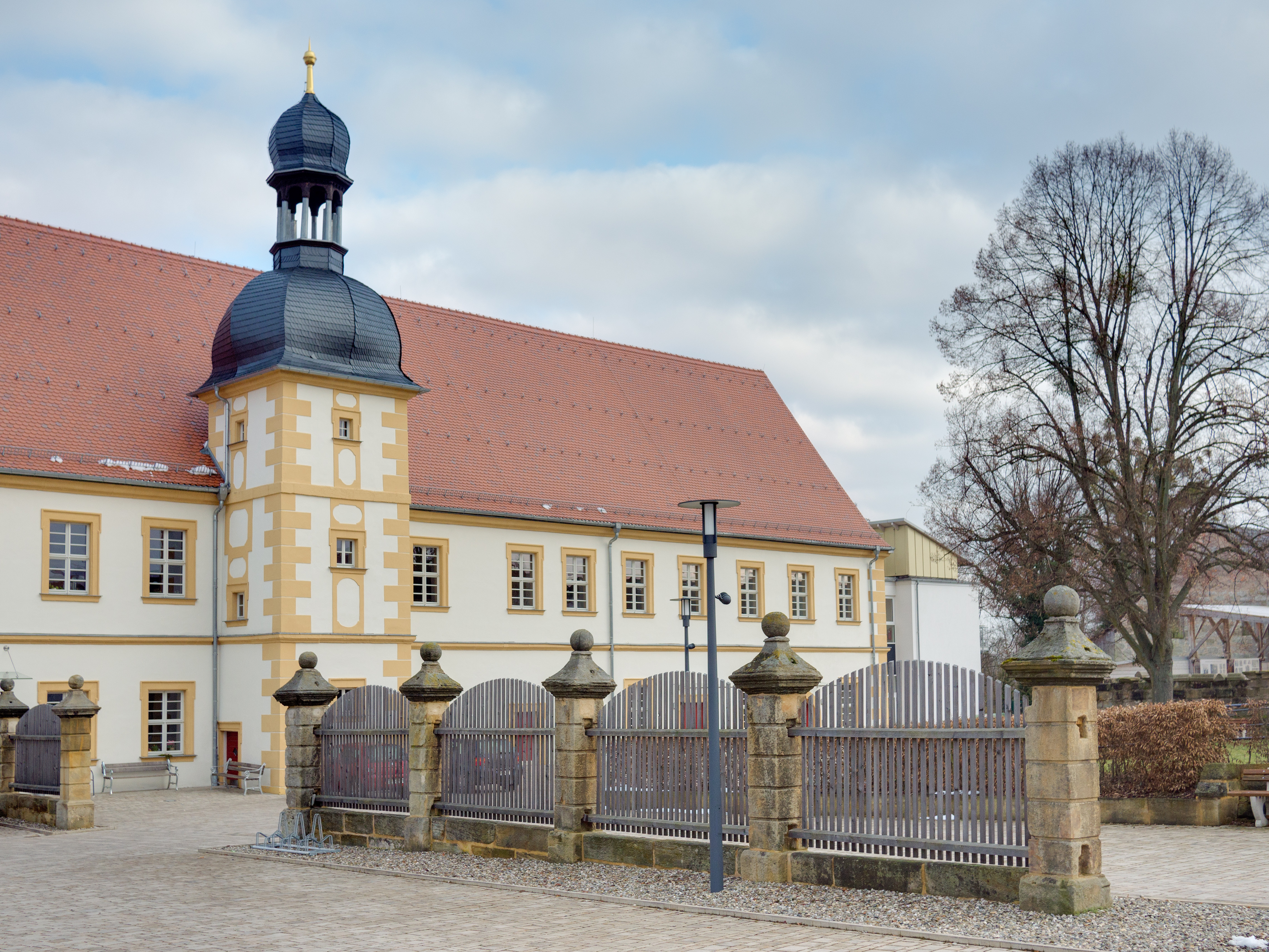
Schloss Baunach, Sitz der Kanzlei des Ritterkantons

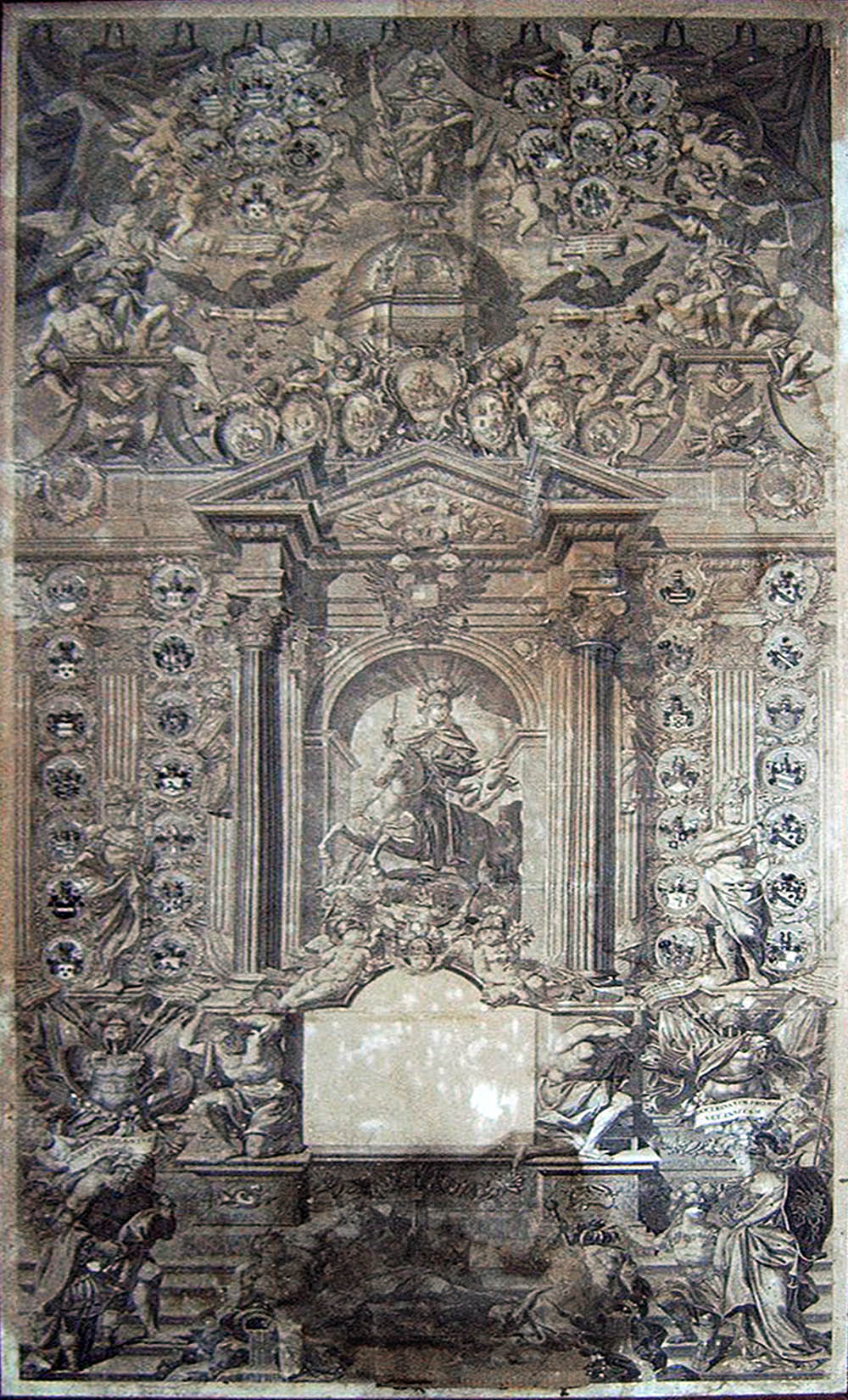
Reichesritterlicher fränkischer Kantonskalender, Archiv Burg Hornberg. Stich, 167 × 85 cm

Die freie Reichsritterschaft in Deutschland gliederte sich seit dem 16. Jahrhundert in einen rheinischen, einen fränkischen und einen schwäbischen Ritterkreis, die sich wiederum aus verschiedenen Kantonen zusammensetzten. Der Ritterkanton Baunach gehörte dem fränkischen Ritterkreis an und hatte seine Kanzlei in Baunach.

## Adelsfamilien im Kanton Baunach
Bis 1806 gehörten dem Ritterkanton Baunach folgende Adelsfamilien (siehe auch: Liste fränkischer Rittergeschlechter) an:
- Freiherren von Bibra auf Brennhausen und Gemünda
- Freiherren von Greiffenclau zu Vollraths auf Gereuth
- Freiherren von Guttenberg auf Kirchlauter
- Herren von Fulbach
- Herren von Hutten auf Franckenberg
- Freiherren von Könitz in Untersiemau
- Herren von Lichtenstein auf Lahm (Heilgersdorf)
- Freiherren von Rotenhan auf Rentweinsdorf und Ebelsbach
- Freiherren von Rotenhan auf Merzbach
- Freiherren von Rotenhan auf Eyrichshof und Fischbach
- Freiherren vom Stein zu Altenstein zu Pfaffendorf
- Freiherren Truchseß von Wetzhausen auf der Bettenburg und Bundorf
- Freiherren Truchseß von Wetzhausen zu Wetzhausen

## Ritterhauptmänner
Als Ritterhauptmänner sind überliefert:
- 1496 Hans von Stein zu Altenstein
- 1562, 1568 Veit von Lichtenstein zu Geisberg
- 1571 Hans von Stein (resign.)
- 1582 Georg Ludwig von Hutten (res.)
- 1590 Veit von Lichtenstein (res.)
- 1592 Wilhelm von Rotenhan
- 1599 Ditz Truchsess (res.)
- 1604 Hans Georg von Rotenhan (res. 1608, † 1613)
- 1609 Hans Sebastian von Rotenhan (res. 1628, † 1631)
- 1628–1637 Adam Hermann von Rotenhan
- 1641–1648 Hans Christoph Truchsess
- 1649 Veit Ulrich Truchsess († 1657)
- 1652 Johann Georg von Rotenhan
- 1658–1667 Wilhelm Heinrich Truchsess
- 1668 Eitel Heinrich Fuchs von Bimbach
- 1675–1678 Hans Georg von Rotenhan (res. 1703; † 1709)
- 1679–1703 Joachim Ernst Truchsess von Wetzhausen († 1709)
- 1703–1710 Veit Heinrich Truchseß von Wetzhausen († 1710)
- 1710–1746 Johann Georg von Rotenhan
- 1746 Adam Heinrich Gottlieb von Lichtenstein († 1746)
- 1747 Ernst Ludwig von Stein zu Altenstein
- 1748–1776 Johann Friedrich von Rotenhan
- 1776–1783 Johann Philipp von Hutten
- 1783–1790 Friedrich Karl von Lichtenstein
- 1790–1806 Christoph Albrecht von Seckendorff[1]